# Neda Spasojević
Neda Spasojević (ur. 16 kwietnia 1941 w Belgradzie, zm. 16 lipca 1981 tamże) – jugosłowiańska, serbska aktorka teatralna, filmowa i telewizyjna.

## Wybrane role filmowe
- 1965: Sprawdzono – min nie ma (Provereno, nema mina) – dziewczyna w kolumnie
- 1967: Kiedy będę martwy i biały (Kad budem mrtav i beo) – Lilica
- 1969: Lato pełne wstydu (Sramno leto)
- 1972: Śladem czarnowłosej dziewczyny (Tragovi crne devojke) – Slavica
- 1972: Walter broni Sarajewa (Valter brani Sarajevo) – Mirna
- 1978: Zapach ziemi (Miris zemlje) – Magda
- 1978: Operacja Barbarossa (Dvoboj za južnu prugu) – mniszka